# Ararat (ciudad)
Ararat (armenio: Արարատ, anteriormente (durante la época soviética), Davalu) es una ciudad de Armenia en la provincia de Ararat, al sur de Ereván. Es el centro de un sector de la construcción, así como una estación de ferrocarril que existe aquí.
En 1929, un acuerdo fue establecido y se comenzó la construcción de la ciudad. En 1935, se incorporó con el pueblo de Davalu. En 1957, se abrió una productora de cemento. Hoy en día, en la ciudad de Ararat, hay un par de fábricas de cemento y una empresa deddicada a la extracción de oro. La ecología de la ciudad está en peligro debido a las emisiones de polvo de cemento y de cianuro procedente de las plantas de refinación de oro. En el verano de 2005, la impureza de la atmósfera se registró a ser 9,6 veces comparada con la norma aceptable.

## Controversia generada por la planta de procesamiento de oro
Ararat Gold Company (AGRC), se dedica a extraer mineral de oro en bruto, éstos enviados desde la mina de oro en Sotk que está a 20 kilómetros al este del lago Sevan. Más o menos 0,46 gramos de oro se extrae de cada tonelada de arena hallada en las minas. El proceso de extracción consiste en pulverizar primero la materia prima, y luego filtrar el oro mediante un proceso químico de nitrato de cianuro.
El subproducto del proceso de la sopa química de nitrato cianuro es tóxico y radiactivo y se acumula en una presa de relaves. Ha habido numerosos incidentes como animales muertos cerca y alrededor de la zona de la planta. Asimismo, en los años 2003 y 2008, ha habido al menos 10 accidentes en la planta, matando animales y destruyendo campos vecinos.

## Deporte
Esta ciudad posee un equipo de fútbol:
- El FC Araks Ararat.